# Raw (альбом ZZ Top)
Raw ('That Little Ol’ Band From Texas' Original Soundtrack) (англ. Сырой, необработанный) — сборник американской рок-группы ZZ Top, саундтрек к документальному фильму 2019 года, номинанту на премию «Грэмми» That Little Ol’ Band from Texas, вышедший в июле 2022 года. Первый альбом группы, выпущенный после смерти в 2021 году постоянного участника группы бас-гитариста Дасти Хилла, однако записавшегося на альбоме. Билли Гиббонс назвал альбом «подобающий трибьют Дасти Хиллу».

## Об альбоме
По словам Билли Гиббонса, этот «живой» альбом, послуживший саундтреком к документальному фильму, получился в известной степени случайно. Режиссёр Сэм Данн хотел вставить в фильм процесс работы группы в студии, и собственно для «фотосессии» участники группы прибыли в Gruene Hall (Нью-Браунфелс, штат Техас), «самый старый постоянно работающий танцпол в Техасе». Техническому персоналу группы забыли сказать, что планируются всего лишь съёмки, и всё музыкальное оборудование было собрано, установлено и подключено: барабаны, усилители, микрофоны. Пока устанавливались камеры и свет, группа решила сыграть несколько своих любимых песен, «ну просто, чтобы день прошёл с „правильным“ ощущением». Гиббонс утверждает, что они не знали что всё, что было сыграно, было полностью записано. Через несколько месяцев, прослушав запись, участники группы поняли, что записав максимально живое, спонтанное и простое исполнение, инженеры смогли поймать энергетику живого выступления, «сырой, необработанный, настоящий звук». Гиббонс также отметил, что «мы втроем играли вместе в одном месте, в одно и то же время, с минимумом постобработки. В наши дни необычно записывать, когда вы на самом деле смотрите на людей, с которыми записываетесь».
Отзывы об альбоме были положительными:
«Наиболее ярко выраженной особенностью RAW является его микс. Он минимально возможный, но эффективный, каждый из инструментов идеально сбалансирован и разведён друг от друга. Это работает на пользу Хиллу больше, чем другим: его увесистые басовые партии, которые закладывают мощную основу грува переплетаясь вместе с солидным ритмом Бёрда, можно оценить лучше, чем когда-либо прежде. Это, в свою очередь, иллюстрирует, насколько важно это взаимопонимание ритм-секции для Гиббонса, чей кусачий гитарный звук вырывается почти в каждой песне — помогает ли он удерживать ритм или жжёт соло в этом наборе из 12 песен».
«„Brown Sugar“ открывается шипением усилителя и серьезными блюзовыми фразами Билли Гиббонса. Необработанный, да, но также чёткий и чистый с большим количеством нижних частот. Это не просто перезапись и не переосмысление. Это всего лишь 12 треков ZZ Top, сыгранных жёстко и тяжело с помощью современного оборудования и персонала… Что касается сюрпризов, то их не так много, но интересно услышать, как „Legs“ исполняется в таком сыром виде. Секвенсоры остались, но позади микса. Это в большей степени рок. Интересно слушать песню в отсутствие гитарных накладок, когда Билли играет соло. „Gimme All Your Lovin’“ также выигрывает от сырой обработки. Здесь нет секвенсоров, только гитары, ударные и бас и тоже без потерь. Медленная джем-версия „Thunderbird“ — ещё одно удовольствие. И, наконец, это взрыв — услышать, как Фрэнк Бирд жёстко играет сёрф-рок „Tube Snake Boogie“».
Альбом вышел как на виниловой пластинке, так и на CD.

## Список композиций
| №                   | Название                  | Источник             | Длительность |
| ------------------- | ------------------------- | -------------------- | ------------ |
| 1.                  | «Brown Sugar»             | ZZ Top’s First Album | 4:18         |
| 2.                  | «Just Got Paid»           | Rio Grande Mud       | 3:50         |
| 3.                  | «Heard It on the X»       | Fandango!            | 2:51         |
| 4.                  | «La Grange»               | Tres Hombres         | 4:42         |
| 5.                  | «Tush»                    | Fandango!            | 2:30         |
| 6.                  | «Thunderbird»             | Fandango!            | 4:05         |
| 7.                  | «I’m Bad, I’m Nationwide» | Degüello             | 4:36         |
| 8.                  | «Legs»                    | Eliminator           | 4:22         |
| 9.                  | «Gimme All Your Lovin’»   | Eliminator           | 4:02         |
| 10.                 | «Blue Jean Blues»         | Fandango!            | 3:54         |
| 11.                 | «Certified Blues»         | ZZ Top’s First Album | 3:54         |
| 12.                 | «Tube Snake Boogie»       | El Loco              | 3:06         |
| Общая длительность: | Общая длительность:       | Общая длительность:  | 41:28        |

## Состав
ZZ Top:
- Билли Гиббонс — вокал, гитара
- Дасти Хилл — вокал, бас-гитара
- Фрэнк Бирд — ударные

## Позиции в хит-парадах
Еженедельные чарты:
| Год  | Хит-парад                           | Высшая позиция | Пребывание в чарте |
| ---- | ----------------------------------- | -------------- | ------------------ |
| 2022 | Австрия (Ö3 Austria)                | 19             | 1 неделя           |
| 2022 | Бельгия/Валлония (Ultratop)         | 20             | 5 недель           |
| 2022 | Бельгия/Фландрия (Ultratop)         | 85             | 4 недели           |
| 2022 | Великобритания (UK Albums Chart)    | 81             | 1 неделя           |
| 2022 | Германия (Offizielle Top 100)       | 3              | 5 недель           |
| 2022 | США (Billboard 200)                 | 141            | 1 неделя           |
| 2022 | Финляндия (Suomen virallinen lista) | 37             | 1 неделя           |
| 2022 | Франция (SNEP)                      | 102            | 2 недели           |
| 2022 | Швейцария (Schweizer Hitparade)     | 5              | 5 недель           |